# La Molisana
La Molisana S.p.A. è un'azienda italiana specializzata nella produzione di pasta.

## Storia

### Gli inizi
Il Pastificio La Molisana nasce nel 1912, fondato a Campobasso dalla famiglia Carlone come bottega artigianale. Nel 1927 ottiene la Gran Palma d'oro in occasione dell'Esposizione Campionaria di Roma. Nel 1966 fu adottato il primo logo: quattro spighe di grano che s'intrecciano a fare da sfondo al nome dell'azienda. Del 1982 è il primo restyling del logo, con la presenza di due spighe (parte dello stemma della Provincia di Campobasso, a sua volta erede del Contado di Molise) e le sei torri (presenti in quello del capoluogo).
Nel 1991 La Molisana inizia la costruzione del molino, adiacente al pastificio, completando così la filiera produttiva, dalla selezione dei migliori grani alla realizzazione del prodotto finito, che avviene totalmente in loco.
Nel 1993 l'azienda sceglie l'attore Nino Manfredi come interprete di una serie di spot firmati dal figlio Luca.

### La crisi e il rilancio
A cavallo del nuovo millennio l’azienda attraversa un periodo di crisi che la porta al fallimento nel luglio 2004. L'azienda viene affidata al Gruppo Maione di Napoli che la prende in affitto, inizialmente per tre anni e in seguito allungati, con l'intenzione di rilevarne il controllo; il pastificio sarà anche uno degli sponsor della Società Sportiva Basket Napoli. Nell'aprile 2009 il contratto viene rescisso.
La crisi è risolta nel 2011 quando l'azienda è acquisita dalla famiglia Ferro di Campobasso per 20 milioni di euro. I Ferro sono una famiglia originaria di Frattamaggiore in Campania, e trasferita a Campobasso nell'aprile 1943 dove apre il Molino di Corso Bucci, distrutto nella seconda guerra mondiale e fermo per tre anni. Nel 1972 il timone è nelle mani della terza generazione dei Ferro, i fratelli Domenico e Vincenzo (1935-2023), che aprono un mulino più grande nella zona industriale; nel 2011, in occasione dell'acquisizione de La Molisana, è già operativa la quarta generazione della famiglia Ferro: al comando vi sono Giuseppe e Rossella (figli di Vincenzo) affiancati dai cugini Flavio e Francesco.
L'azienda, con un logo leggermente rinnovato e nuovi prodotti (nel 2013 lancia lo spaghetto quadrato, più ruvido, più spesso, in sostituzione dello spaghetto alla chitarra) riguadagna quote di mercato, producendo anche in subfornitura per la grande distribuzione. Dopo sei anni di lavoro la società (in cui i quattro fratelli e cugini hanno ciascuno un ruolo) raggiunge una quota del 5% del mercato, diventando il quinto produttore italiano, e leader nel segmento della pasta integrale, mentre l'export in 80 paesi incide per il 35%. Nel complesso i Ferro hanno investito, sino al 2018, 35 milioni. L'azienda ha acquisito, a gennaio 2022, alcuni asset dell'ex Zuccherificio del Molise per poco più di un milione di euro, tra cui l'imponente torre che diventerà silo in cui stoccare grano.
Con il rilancio ripartono anche importanti investimenti sportivi. Nel 2017 la società è sponsor di maglia del Benevento Calcio, ma l'accordo termina dopo la retrocessione degli stregoni. Dal 2018 è premium partner dell'AS Roma, e dedica alla squadra uno speciale packaging di alcuni prodotti; quest'ultima strategia sarà ampliata grazie ad accordi con altre squadre come il Milan, di cui diventa official pasta.
È inoltre main sponsor della Magnolia Basket Campobasso, squadra cestistica femminile del capoluogo che dopo tre stagioni di alto livello in A2, dal 2020-21 milita in A1; il suo allenatore, Domenico "Mimmo" Sabatelli, nel 2019 si è sposato con Rossella Ferro. Dal 2019 diventa anche official supplier dell'Inter per il biennio 2019-2021. Dal 2021 è "sleeve sponsor" del Pescara Calcio. A febbraio 2022 la società è costretta a fermare temporaneamente la produzione, a causa degli scioperi dei camionisti conseguenti all'aumento di prezzo dei carburanti, causato dalla guerra tra Russia e Ucraina, che non permettono di trasportare la semola dal mulino allo stabilimento e la pasta dallo stabilimento ai distributori. Un mese dopo, il bicampione olimpico Marcell Jacobs diventa brand ambassador dell'azienda per tre anni.

## Premi
- 2019: Premio Leonardo Qualità Italia[9]